# صابون ساخته‌شده از اجساد انسان
در طول سده بیستم، موارد ادعایی مختلفی از صابون ساخته شده از چربی بدن انسان وجود داشت. در طول جنگ جهانی اول، مطبوعات بریتانیا ادعا کردند که آلمانی‌ها کارخانه اجساد را اداره می‌کردند که در آن از بدن سربازان خود گلیسیرین و صابون درست می‌کردند. هم در طول جنگ جهانی دوم و هم پس از آن، شایعات گسترده ادعا می‌کردند که صابون از اجساد قربانیان اردوگاه‌های کار اجباری نازی‌ها که در لهستان تحت اشغال آلمان قرار داشتند، به صورت انبوه تولید می‌شود. در طول دادگاه نورنبرگ مواردی به عنوان شواهدی از چنین تولیدی ارائه شد. یادبود یاد وشم اعلام کرده است که نازی‌ها صابون با چربی که از اجساد یهودیان در مقیاس صنعتی استخراج می‌شد تولید نمی‌کردند و می‌گویند نازی‌ها ممکن است زندانیان اردوگاه را با انتشار عمدی شایعاتی که در آن ادعا می‌کردند توانسته‌اند با اجساد انسان چربی استخراج کنند، آن را تبدیل به صابون، تولید انبوه و توزیع کنند ترسانده باشند.

## تاریخ

### ۱۷۸۶
در سال ۱۷۸۰، قبرستان معصومین مقدس سابق در پاریس به دلیل استفاده بیش از حد بسته شد. در سال ۱۷۸۶، اجساد نبش قبر شدند و استخوان‌ها به دخمه‌ها منتقل شدند. بسیاری از بدن‌ها به‌طور ناقص تجزیه شده و به ذخایر چربی تبدیل شده بودند. در حین نبش قبر، این چربی جمع‌آوری و متعاقباً به شمع و صابون تبدیل شد.

### جنگ جهانی اول
این ادعا که آلمانی‌ها از چربی اجساد انسان برای تولید محصولاتی از جمله صابون استفاده می‌کردند، در طول جنگ جهانی اول مطرح شد. به نظر می‌رسد این ادعا به عنوان شایعه‌ای مطرح شده است که توسط رسانه‌های انگلیسی و بلژیکی منتشر شده است. نخستین اشاره ثبت شده در سال ۱۹۱۵ صورت گرفت، زمانی که سینتیا آسکوئیث در دفتر خاطرات خود (۱۶ ژوئن ۱۹۱۵) نوشت: «ما در مورد این شایعه بحث کردیم که آلمانی‌ها حتی اجساد خود را با تبدیل آنها به گلیسیرین با محصول جانبی صابون مورد استفاده قرار می‌دهند.» زمانی که روزنامه تایمز لندن در آوریل ۱۹۱۷ گزارش داد که آلمانی‌ها اعتراف کرده‌اند که اجساد سربازان مرده‌شان را برای تولید صابون و سایر محصولات به چربی تبدیل کرده‌اند، به یک داستان بین‌المللی مهم تبدیل شد.
پس از جنگ ، جان چارتریس، رئیس سابق اطلاعات ارتش، گزارش شد که در یک سخنرانی در سال ۱۹۲۵ ادعا کرد که او این داستان را اختراع کرده است. او متعاقباً تأکید کرد که اظهاراتش اشتباه گزارش شده است. این جنجال باعث شد که سر آستن چمبرلین، وزیر امور خارجه بریتانیا رسماً اعلام کند که دولت پذیرفته است که داستان «کارخانه جسد» نادرست است. این باور که انگلیسی‌ها عمداً این داستان را اختراع کرده‌اند، بعداً توسط نازی‌ها مورد استفاده قرار گرفت.

### جنگ جهانی دوم
شایعاتی که ادعا می‌کرد نازی‌ها از بدن زندانیان اردوگاه کار اجباری صابون تولید می‌کنند، در طول جنگ به‌طور گسترده منتشر شد. آلمان در طول جنگ جهانی دوم از کمبود چربی رنج می‌برد و تولید صابون تحت کنترل دولت قرار گرفت. شایعات مربوط به "صابون انسانی" ممکن است به این دلیل باشد که صابون‌های صابون با حروف اول Fraktur RIF مشخص شده بودند. (RIF)، که برخی معتقد بودند مخفف " Rein-jüdisches-Fett " ("چربی خالص یهودی")؛ در فونت بلک‌لتتر آلمانی، I و J فقط از نظر طول متفاوت هستند (I در مقابلJ). با این حال، در واقع، RIF مخفف Reichsstelle für industrielle Fettversorgung بود ("مرکز ملی تامین چربی صنعتی"، سازمان دولتی آلمان که مسئول تولید و توزیع صابون و محصولات شستشو در زمان جنگ بود). RIF صابون جایگزینی بی کیفیت برای صابون بود و حاوی هیچ گونه چربی، انسانی یا غیر آن نبود.
شایعاتی در مورد منشأ RIF صابون و معنی برچسب نیز در اردوگاه‌های کار اجباری پخش شد. نفتالی کارچمر در کتاب خود به نام انفرادی در آشوب شدید: پنج سال به عنوان یک زندانی جنگی در پروس شرقی، سال‌های اسارت خود را به عنوان یک اسیر یهودی-لهستانی توصیف می‌کند. او در مورد قطعات خاکستری، مستطیل شکل و بی کیفیتی از صابون می‌نویسد که او و سایر اسرا با حروف " RIF " دریافت می‌کردند. روی یک فرورفتگی مرکز حک شده است. ادعا می‌شد که اینها فقط از " Rein-jüdisches Fett ساخته شده‌اند " ("چربی خالص یهودی") زمانی که زندانیان از صابون کم کف و صاف شکایت کردند. نسخه‌ای از این داستان در کتاب سیاه کامل یهودیت روسیه، یکی از نخستین مجموعه‌های گزارش‌های دست اول هولوکاست، که توسط نویسندگان شوروی ایلیا ارنبورگ و واسیلی گروسمن گردآوری شده است، گنجانده شده است. داستان خاص بخشی از گزارشی است که با عنوان «نابودی یهودیان لووف» منسوب به ای. هرتس و نفتالی نخت است:
در بخش دیگری از اردوگاه بلزک کارخانه عظیم صابون سازی بود. آلمانی‌ها چاق‌ترین یهودیان را انتخاب کردند، آنها را به قتل رساندند و برای صابون آب‌پز کردند. آرتور ایزرایلویچ روزنشتراوخ - کارمند بانک اهل لووف، که ما این شهادت را در کلمات او نقل می‌کنیم - این "صابون یهودی" را در دستان خود داشت.

اراذل و اوباش گستاپو هرگز وجود «فرایند تولید» از این نوع را انکار نکردند. هر وقت می‌خواستند یهودی را بترسانند به او می‌گفتند: ما از تو صابون درست می‌کنیم.
رائول هیلبرگ گزارش می‌دهد که چنین داستان‌هایی در اوایل اکتبر ۱۹۴۲ در لوبلین پخش شد. آلمانی‌ها از انتشار این داستان‌ها آگاه بودند، زیرا هاینریش هیملر، رئیس اس‌اس، نامه‌ای دریافت کرد که در آن اعتقاد لهستانی‌ها مبنی بر اینکه یهودیان «در صابون می‌جوشند» را توصیف می‌کرد، که نشانه‌ای از این بود که لهستانی‌ها می‌ترسیدند که به سرنوشت مشابهی دچار شوند. از آنجایی که شایعات بسیار گسترده بود، برخی از بخش‌های جمعیت لهستان خرید صابون را تحریم کردند. یکی از نخستین موارد این ادعا مربوط به اسکار دیرلوانگر بود که شایعه شده بود «زنان یهودی را بریده و آنها را با چربی اسب می‌جوشاند تا صابون درست کند».
مورخ یواخیم نئاندر در مقاله‌ای آلمانی که در بیست و هشتمین کنفرانس انجمن مطالعات آلمان در واشینگتن دی سی ارائه کرد، به اظهار نظر زیر اشاره می‌کند که در نامه‌ای که هیملر به رئیس گشتاپو، هاینریش مولر نوشت، آمده است. تاریخ این نامه ۲۰ نوامبر ۱۹۴۲ است. هیملر در پاسخ به افشاگری استفان وایز که در نیویورک تایمز به شایعه صابون اشاره می‌کرد، نامه‌ای به مولر نوشت:
شما به من تضمین داده‌اید که در هر مکان، اجساد این یهودیان مرده یا سوزانده می‌شوند یا دفن می‌شوند، و در هیچ مکان دیگری نمی‌تواند با اجساد اتفاق بیفتد.
به مولر دستور داده شد که اگر «سوءاستفاده» در جایی اتفاق افتاده است، تحقیق کند، و همچنین به او دستور داده شد که نتایج پژوهش‌های خود را «با سوگند اس اس» به هیملر گزارش دهد. نئاندر ادامه می‌دهد که این نامه نشان‌دهنده شواهد غیرمستقیم است که نشان می‌دهد این سیاست نازی‌ها بوده است که از پردازش اجساد به دلیل تمایل شناخته شده آنها برای مخفی نگه داشتن قتل جمعی تا حد امکان خودداری کنند.
در حالی که شایعه صابون سازی به‌طور گسترده منتشر شد و به عنوان واقعیت در کتاب‌ها و مقالات روزنامه‌های متعدد پس از جنگ منتشر شد، این افسانه برای چندین دهه از میان رفته است. مورخانی مانند دبورا لیپستاد مکرراً گفته‌اند: «این یک واقعیت است که نازی‌ها هرگز از اجساد یهودیان یا هیچ‌کس دیگری برای تولید صابون استفاده نکردند. … شایعه صابون پس از جنگ به‌طور کامل بررسی شد و ثابت شد که نادرست است.» علیرغم این واقعیت، بسیاری از «باوران» این اسطوره همچنان پابرجا هستند و یواخیم نئاندر معتقد است که آنها ناخواسته در دستان منکران هولوکاست بازی می‌کنند و به آنها فرصتی می‌دهند تا به راحتی افسانه را از میان ببرند و به آنها اجازه می‌دهد تا صحت آن را مورد تردید قرار دهند. از کل هولوکاست به عنوان چنین است.
شایعات صابون سازی زیربنای چرخه جوک‌های هولوکاست آن زمان بود: «مویشه، چرا از صابون با این همه عطر استفاده می‌کنی؟" - «وقتی مرا صابون کنند لااقل بوی خوبی می‌دهم» یا «زیاد نخورید: آلمانی‌ها صابون کمتری خواهند داشت!»

#### مؤسسه تشریحی دانزیگ

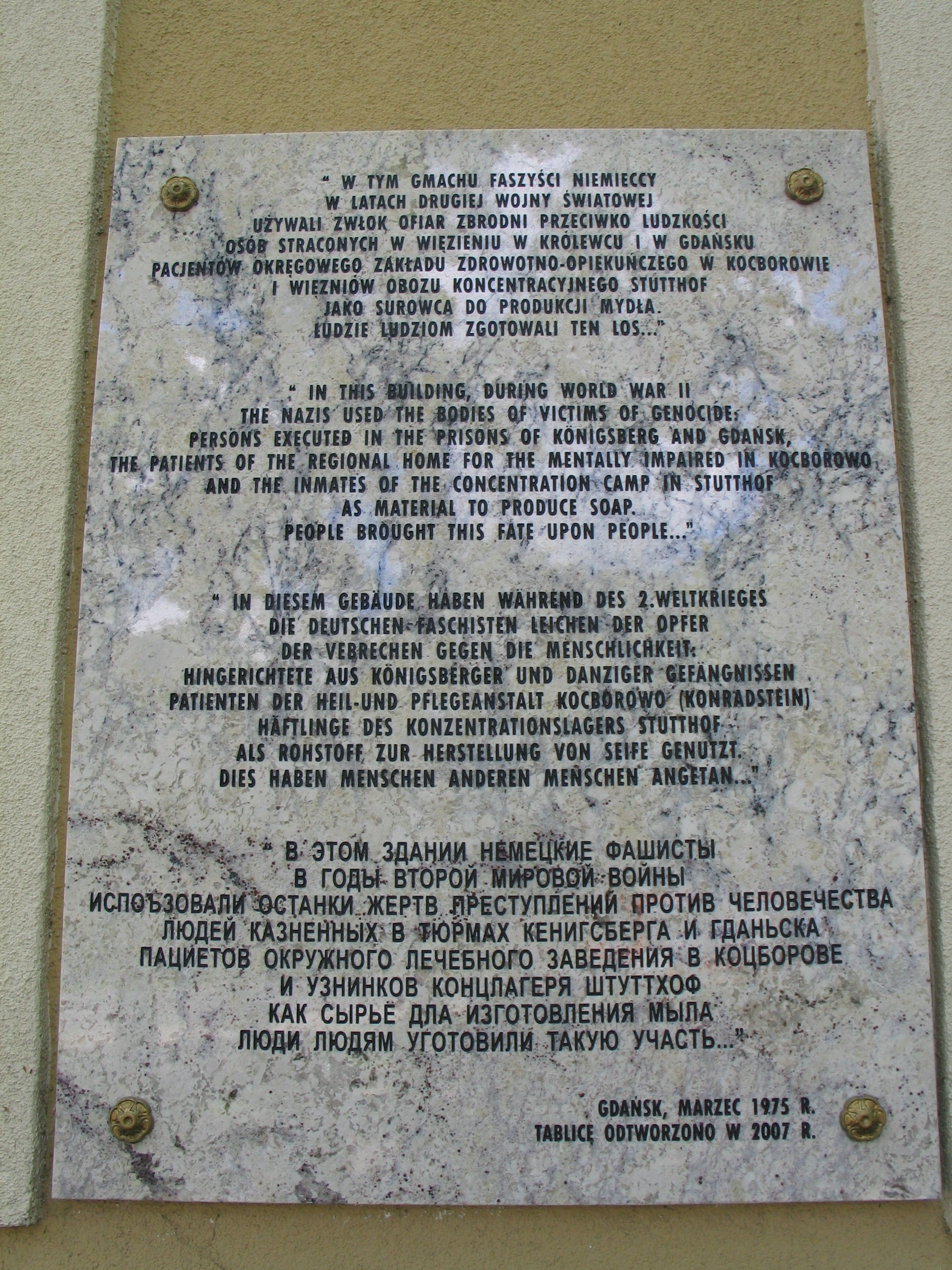
لوح یادبودی در گدانسک، لهستان که آزمایش‌های ادعایی رودولف اسپنر را شرح می‌دهد.

در طول آزمایش‌های نورنبرگ، زیگموند مازور، دستیار آزمایشگاه در مؤسسه تشریحی گدانسک، شهادت داد که صابون از چربی جسد در این مؤسسه ساخته شده است، و او همچنین ادعا کرد که ۷۰ تا ۸۰ کیلوگرم (۱۵۵–۱۷۵ پوند) چربی جمع‌آوری شده از ۴۰ بدن می‌تواند بیش از ۲۵ کیلوگرم (۵۵ پوند) چربی تولید کند صابون، و صابون تمام شده توسط پروفسور رودولف اسپانر حفظ شد. دو اسیر جنگی بریتانیایی که باید وظایف کمکی را در مؤسسه انجام می‌دادند، گزارش‌هایی را ارائه کردند.
الکساندر ورث در کتاب خود روسیه در جنگ، ۱۹۴۱–۱۹۴۵ ادعا می‌کند که هنگام بازدید Gdańsk دانزیگ در سال ۱۹۴۵ اندکی پس از فتح آن توسط ارتش سرخ، او یک کارخانه آزمایشی در خارج از شهر برای ساخت صابون از اجساد انسان دید. به گفته ورث، آن را «یک پروفسور آلمانی به نام اسپانر» اداره می‌کرد و «منظره‌ای کابوس‌آمیز بود، با خمره‌هایش پر از سر و تنه انسان که در مقداری مایع ترشی شده بود، و سطل‌هایش پر از یک ماده پوسته‌دار - صابون انسانی».
مورخ یوآخیم نئاندر اظهار می‌دارد که شایعاتی که ادعا می‌کنند نازی‌ها صابون را از اجساد یهودیانی که در اردوگاه‌های کار اجباری خود به قتل رسانده‌اند، تولید کرده‌اند، که مدت‌هاست کاملاً افشا شده‌اند، هنوز به‌طور گسترده باور می‌شود و منکران هولوکاست از آنها بهره‌برداری می‌کنند. با این حال، او ادامه می‌دهد که حتی محققانی که ادعای یادشده را رد می‌کنند که آلمانی‌ها صابون را از چربی انسان ساخته و آن را به صورت انبوه تولید کرده‌اند، گاهی اوقات هنوز متقاعد شده‌اند که آلمانی‌ها اقدام به تولید صابون «تجربی» در مقیاس کوچکتر در Danzig کرده‌اند و این ادعا هنوز هم چنان تکرار می‌شود که گویی یک واقعیت ثابت در چندین زمینه خاطره است. او و مونیکا تومکیویچ مورخ لهستانی که در بخش تحقیق موسسه خاطره ملی (IPN) در گدانسک کار می‌کند، و پیوتر سمکوو، که پیشتر نیز کارمند IPN بود و بعداً مدرس آکادمی نیروی دریایی در گدنیا بود. ادعاهای اسپانر را که پیرامون مؤسسه تشریحی دانزیگ بود به‌طور کامل بررسی کرد و همه آنها به این نتیجه رسیدند که ادعاهای مربوط به صابون سازی مربوط به هولوکاست که پیرامون آن وجود دارد افسانه است، به ویژه توسط کتاب مدالیونی زوفیا نالکوفسکا در سال ۱۹۴۶، که در آگاهی لهستانی تثبیت شده است. خواندن اجباری در لهستان تا سال ۱۹۹۰، به‌طور گسترده در بلوک شرق توزیع شد، و هنوز هم محبوب است. همه آنها ادعا کردند که چنین منابع ثانویه نقش بسیار بیشتری در انتشار اطلاعات در مورد این ادعا نسبت به پژوهش‌های علمی داشته‌اند.
به گفته نئاندر و تامکیویچ و سمکوو، «صابون» ساخته شده از جسد انسان، در مؤسسه دانزیگ به وجود آمد، این صابون به جنایات ادعایی مرتبط با هولوکاست مربوط به «درو کردن» یهودیان یا لهستانی‌ها برای صابون مربوط نمی‌شد. هدف‌سازی، زیرا ارتباط میان «هولوکاست» از یک سو و «صابون دانزیگ» از سوی دیگر، تنها از طریق شایعات دروغین تأیید شده دربارهٔ «صابون اردوگاه‌های کار اجباری» که در طول جنگ منتشر شد، وجود دارد. این ایده که مؤسسه تشریحی دانزیگ و کار دکتر اسپانر در آن مربوط به هولوکاست است، در اصل از یافته‌های اجساد و فرآیندهای خیساندن استخوان در ایجاد مدل‌های آناتومیکی در یک ساختمان آجری کوچک در محوطه مؤسسه تشریحی سرچشمه می‌گیرد. این و گریس صابونی که برای تزریق آن به مفاصل انعطاف‌پذیر مدل‌ها ایجاد شد، توسط شوروی و کمیسیون رئیس تازه تأسیس لهستان برای تعقیب جنایات علیه ملت لهستان به عنوان اثبات وجود انسان استفاده شد. تولید صابون در اردوگاه‌های کار اجباری نازی‌ها ادعاهای اخیر به عنوان واقعیت ارائه شده بود و در تبلیغات شوروی نیز تبدیل به عبارتی شده بود، اما هیچ مدرکی از آن در اردوگاه‌های آزاد شده یافت نشد. «صابون انسانی» که از خیساندن استخوانی که در دانزیگ پیدا شده بود، با شایعات جداگانه در مورد اردوگاه‌های کار اجباری نازی‌ها در هم آمیخته شد و آنها با هم در دادگاه نورنبرگ ارائه شدند.
سمکوو بیان می‌کند که وجود بافت چربی انسان در نمونه‌های گریس صابونی از Danzig که در آزمایش‌های ارائه شده بود (که ادعا می‌شد «صابون ناتمام») از طریق تجزیه و تحلیل انجام شده توسط IPN و گدانسک تأیید شده است. دانشگاه فناوری به ترتیب در سال‌های ۲۰۱۱ و ۲۰۰۶، اما پژوهش‌های او و تامکیویچ به این نتیجه رسیدند که این یک محصول جانبی ناشی از کار اسپانر در خیساندن استخوان است. اسپانر، پزشک محترمی که در سال ۱۹۳۹ نامزد جایزه نوبل فیزیولوژی یا پزشکی شد، به جای آموزش به شاگردانش، تولید صابون را (که به‌طور گسترده درک می‌شد و چیزی که نیاز به آزمایش نداشت) «آزمایش» نمی‌کرد.
یک تحقیق همچنین نشان داد که حداقل ۱۰ کیلوگرم صابون از چربی انسان تولید شد که منبع آن از اردوگاه کار اجباری اشتوتهوف بود، بر اساس شهادت‌های ذکر شده که در سال ۱۹۴۵ تحویل داده شد و وجود کائولن در نمونه‌ها نشان می‌داد که احتمالاً به عنوان یک صابون پاک کننده به دلیل کیفیت ساینده آن استفاده می‌شود. اما پژوهش‌های جنایی در مورد این ادعا متوقف شد زیرا فاقد دلایلی بود که نشان دهد اسپنر به منظور به دست آوردن اجساد برای مؤسسه، قتل را تحریک کرده است. نئاندر اشاره می‌کند که دستور صابون سازی از شهادت مازور متناقض و غیر واقعی بود، با شهادتی از ۱۲ مه ۱۹۴۵ که ادعا می‌کرد ۷۵ کیلوگرم چربی تولید شد و ۸ کیلوگرم صابون از نخستین جوش تولید شد، شهادتی از ۲۸ مه ۱۹۴۵ که ادعا می‌کرد ۷۰–۸۰ کیلوگرم چربی از ۴۰ بدن و ۲۵ بدن تولید شد کیلوگرم صابون از هر دو جوش تولید شد، و شهادتی از ۷ ژوئن ۱۹۴۵ که ادعا می‌کرد ۴۰ بدن ۴۰ ماده را تولید می‌کند. کیلوگرم صابون از هر دو جوش. این ناهماهنگی‌ها حتی در مقابل کمیسیون اصلی نیز مورد اشاره قرار گرفت. شهادت‌های دو اسرای بریتانیایی نیز مورد توجه قرار گرفت و در گزارشی در دهه ۱۹۹۰ که توسط موزه یادبود هولوکاست تازه تأسیس در واشینگتن تهیه شد، که مواضع محتاطانه‌ای در مورد دانزیگ دارد، به عنوان «متضاد و بی‌نتیجه» توصیف شد. مسئله صابون با توجه به وجود کائولن، که ساینده بودن آن نیز به عنوان نامناسب برای اتصالات مدل انعطاف‌پذیر مورد انتقاد قرار گرفته است، توسط تامکیویچ و سمکوو اشاره شد که Spanner پیشتر در مورد تزریق کائولن به اجساد تحقیق کرده بود، به این معنی که کائولن پیدا شده بود. در صابون می‌توانست از خود جسد نشأت گرفته باشد، نه به عنوان افزودنی بعدی.
تومکیویچ و سمکوو می‌نویسند که وقتی زوفیا نالکوفسکا، نایب رئیس کمیسیون اصلی، داستان کوتاه خود را با عنوان «پروفسور اسپنر» (که در مدالیونی منتشر خواهد شد) می‌نوشت، اسپانر دوباره به عنوان پزشک به نام خودش کار می‌کرد. در شلزویگ-هولشتاین در سپتامبر ۱۹۴۵، غافل از اینکه او با هر جنایت احتمالی مرتبط است. او در ماه مه ۱۹۴۷ دستگیر شد، اما پس از سه روز آزاد شد، سپس دوباره دستگیر شد، اما پس از توضیح در مورد نحوه انجام فرایند خیساندن و تزریق، بار دیگر آزاد شد. اسپانر گفته من را در پلیس تکرار کرد و اضافه کرد: در مؤسسه آناتومیک دانزیگ صابون به میزان محدودی از چربی انسان تولید می‌شد. پس از اخراج با مداخله مقامات اشغالگر بریتانیا، او در سال ۱۹۴۸ توسط برنامه ناازی زدایی «پاک» اعلام شد، رسماً تبرئه شد، و حرفه آکادمیک خود را از سر گرفت و در سال ۱۹۵۷ مدیر مؤسسه آناتومی در کلن و سردبیر محترم ورنر اسپالتهولز شد. اطلس تشریحی، پیش از مرگ در سال ۱۹۶۰.
نئاندر نتیجه می‌گیرد که هیچ تحقیق یا آزمایشی در مورد صابون‌سازی در دانزیگ انجام نشده است، مازور هرگز طبق دستور خود صابون درست نکرده است، اجساد که برای جوشاندن و تبدیل به مدل‌های آناتومیک تحویل داده می‌شوند، همه اجساد آلمانی‌هایی هستند که این کار را نکرده‌اند. برای «درو کردن» بدنشان کشته شدند و تنها صابون ایجاد شده محصول جانبی آن بود. او همچنین نتیجه می‌گیرد که آنچه IPN آن را «ماده شیمیایی که اساساً صابون بود» می‌نامد، که توسط چربی انسان به دست می‌آید، برای اهداف تمیز کردن آزمایشگاهی در اواخر جنگ مورد استفاده قرار گرفت و اسپانر، به عنوان رئیس مؤسسه، مسئولیت آن را بر عهده داشت. به همین دلیل، اما این که چنین برخوردی با اجساد مردگان در مقابل هر گونه رفتار جنایتکارانه، یک جنایت محسوب می‌شود، چه رسد به جنایت علیه بشریت یا دخالت در هر گونه فعالیت‌های نسل‌کشی، چیزی که امروزه به‌طور رسمی در لهستان به رسمیت شناخته شده است. از آنجا که منکران هولوکاست از این مناقشه برای انتقاد از صحت نسل‌کشی نازی‌ها استفاده می‌کنند، نئاندر می‌گوید:
بنابراین زمان آن فرا رسیده است که «پرونده صابون دانزیگ» که توسط تبلیغات پس از جنگ متورم شده بود، به نمونه‌ای برجسته از جنایات آلمان نازی، به ابعاد واقعی آن تقلیل یابد. «روژیونیست‌ها» یکی از «استدلال‌های» مورد علاقه خود را در تلاش‌های خود برای بی‌اعتبار کردن پژوهش‌های جدی هولوکاست از دست خواهند داد. علاوه بر این، شیطان زدایی از «پروفسور اسپنر» یک کلیشه محبوب لهستانی ضد آلمانی را از بین می‌برد و به درک متقابل بهتر کمک می‌کند. فهرست جنایت نازی‌ها در لهستان و در طول هولوکاست به اندازه کافی طولانی است. اگر جرم ادعایی از آن حذف شود، به‌طور قابل توجهی کوتاه نمی‌شود، اما قابل اعتمادتر می‌شود.

#### پس از جنگ
آلن رنس، که مرگ بازماندگان هولوکاست را واقعیت می‌دانست، در فیلم مستند هولوکاست ۱۹۵۵ خود شب و مه به این اتهام ادامه داد. برخی از اسرائیلی‌های پس از جنگ (در ارتش، مدارس) نیز با تحقیر به قربانیان یهودی نازیسم که وارد اسرائیل شده بودند با واژه عبری סבון اشاره می‌کردند. (sabon، "صابون"). در واقع این کلمه توهین آمیز با شایعات جنایات نازی‌ها و صابون انسانی مرتبط نبود، بلکه معنای "نرم"، "ضعیف" را داشت.
اگرچه برخی هنوز ادعا می‌کنند که شواهدی از «صابون انسانی» از مؤسسه گدانسک به عنوان مدرک، محققان جریان اصلی هولوکاست این ایده را که نازی‌ها صابون تولید می‌کردند به عنوان بخشی از هولوکاست بخشی از فرهنگ عامه جنگ جهانی دوم می‌دانند. اسرائیل گوتمن مورخ گفته است که «این کار هرگز در مقیاس انبوه انجام نشد».

## میراث
مستند بی‌بی‌سی دربارهٔ اردوگاه‌های مرگ که در پایان جنگ تولید شد، نوارهای صابون «RIF» را نشان می‌دهد که گفته می‌شود از چربی انسان ساخته شده است و شواهدی از جنایات مشابه از جمله سرهای کوچک شده اسیران و خالکوبی‌های نگه‌داشته‌شده را نشان می‌دهد. در بوخنوالد به نمایش گذاشته شد و پس از آزادسازی اردوگاه به مردم وایمار نشان داده شد.
چندین محل دفن در اسرائیل شامل قبرهایی برای «صابون ساخته شده از قربانیان یهودی توسط نازی‌ها» است. اینها احتمالاً صابون RIF هستند. پس از بحث داغ در مورد این گورها در رسانه‌ها در سال ۲۰۰۳، یاد وشم پژوهش‌های پروفسور یهودا بائر را منتشر کرد که می‌گوید صابون RIF از چربی انسان ساخته نشده است و اسطوره RIF احتمالاً توسط نگهبانان نازی به منظور طعنه زدن به مردم منتشر شده است. یهودیان یاد وشم شامل تصویری از تشییع جنازه احساسی و دفن صابون «یهودی» در رومانی است.
یک تکه صابون کوچک در موزه یادبود هولوکاست ناصره در اسرائیل به نمایش گذاشته شد و یک قطعه صابون مشابه در موزه زنده «سلار هولوکاست» در کوه صهیون در اورشلیم، اسرائیل، در زمان تأسیس موزه در سال ۱۹۵۸ به خاک سپرده شد. ماکتی در آنجا به نمایش گذاشته شده بود. پس از انتشار نتیجه‌گیری یاد وشم پروفسور یهودا باوئر مبنی بر اینکه صابون از بدن یهودیان یا سایر زندانیان اردوگاه کار اجباری نازی در مقادیر صنعتی ساخته نشده است، تام سگف، «مورخ جدید» و نویسنده اسرائیلی ضد نظام، در کتاب خود نوشت. «هفتمین میلیون» که اعتقاد به وجود صابون هولوکاست - دخمه «بت‌پرستی در اورشلیم» بود.
یک قطعه صابون در موزه ملی تاریخ اوکراین در جنگ جهانی دوم در داخل بنای یادبود سرزمین مادری در کیف، اوکراین به نمایش گذاشته شده است.
ساخت صابون از ضایعات لیپوساکشن دزدیده شده یک نکته اصلی در فیلم باشگاه مبارزه محصول ۱۹۹۹ است.
در سپتامبر ۲۰۱۶، هنرمند هلندی، جولیان هتزل، با استفاده از صابون ساخته شده از چربی انسانی اهدایی، یک اینستالیشن هنری به نام Schuldfabrik ایجاد کرد که بر اضافی و ضایعات انسانی تأکید کرد. شولد یک اصطلاح آلمانی است که دو معنای متفاوت و در عین حال مرتبط دارد: «گناه» به عنوان یک وظیفه اخلاقی و «بدهی» به عنوان یک تعهد اقتصادی.